# Ringeriks-Kraft Look/Saison 2012
Dieser Artikel listet Erfolge und Fahrer des Radsportteams Ringeriks-Kraft Look in der Saison 2012 auf.

## Zugänge – Abgänge
| Zugänge                | Team 2011 | Abgänge                  | Team 2012             |
| ---------------------- | --------- | ------------------------ | --------------------- |
| Kristoffer Wormsen     | Neoprofi  | Audun Brekke Fløtten     | Joker Merida          |
| Øystein Fiska          | Neoprofi  | Daniel Slåtto Gomnes     | Joker Merida          |
| Marcus Fåglum Karlsson | Neoprofi  | Eirik Kasa Jarlseth      | Joker Merida          |
| Anders Kristoffersen   | Neoprofi  | Frans-Leonard Markaskard | Team Øster Hus-Ridley |
| Øyvind Lukkedal        | Neoprofi  | Aslak Værnes             | Unbekannt             |
| Erik Nyqvist           | Neoprofi  |                          |                       |
| Petter Theodorsen      | Neoprofi  |                          |                       |

## Mannschaft
| Name                     | Geburtstag           | Nationalität |              |
| ------------------------ | -------------------- | ------------ | ------------ |
| Håkon Frengstad Berger   | 24. August 1992      | Norwegen     |              |
| Thomas Nesset Brahushi   | 22. Januar 1993      | Norwegen     |              |
| Espen Gullingsrud        | 30. Januar 1991      | Norwegen     |              |
| Marius Hafsås            | 19. März 1991        | Norwegen     |              |
| Henrik Steen Haugen      | 27. Juni 1992        | Norwegen     |              |
| Sindre Eid Hermansen     | 17. September 1993   | Norwegen     |              |
| Morten Bjerke Jægersborg | 29. August 1993      | Norwegen     |              |
| Max Emil Boholm Kørner   | 3. September 1991    | Norwegen     |              |
| Alexander Randin         | 19. August 1991      | Norwegen     |              |
| Stian Saugstad           | 24. März 1991        | Norwegen     |              |
| Mikael Schou             | 6. September 1988    | Norwegen     |              |
| Martin Uthus             | 8. März 1990         | Norwegen     |              |
| Stagiaires               | Stagiaires           | Nationalität | Nationalität |
| Anders Kristoffersen     | Anders Kristoffersen | Norwegen     |              |